# بخش نایاگار
بخش نایاگار (به انگلیسی: Nayagarh district) یک بخش در هند است که در اودیسا واقع شده‌است. بخش نایاگار ۳٬۸۹۰ کیلومتر مربع مساحت و ۵۳۵٬۳۸۵ نفر جمعیت دارد.